# Hugh Coveney
Hugh Coveney, irl. Aodh Ó Cómhanaigh (ur. 20 lipca 1935 w Corku, zm. 14 marca 1998) – irlandzki polityk i samorządowiec, deputowany, działacz Fine Gael, minister.

## Życiorys
Kształcił się m.in. w Clongowes Wood College. Był wykwalifikowanym inspektorem nadzoru, obejmował stanowiska dyrektorskie w różnych przedsiębiorstwach. Przewodniczył miejskiej izbie handlowej. Zajmował się też jachtingiem, był właścicielem jachtu „Golden Apple of The Sun” i członkiem jego załogi podczas regat Admiral’s Cup. Później posiadał jacht „Golden Apple” uczestniczący w charytatywnym projekcie Sail Chernobyl Project.
Zaangażował się w działalność polityczną w ramach Fine Gael. Był związany z samorządem lokalnym, w kadencji 1982–1983 pełnił funkcję burmistrza Corku. W 1981 po raz pierwszy uzyskał mandat posła do Dáil Éireann, który utracił w wyniku wyborów z lutego 1982. Powrócił do niższej izby parlamentu w wyniku wyborów z listopada tegoż roku. W 1987 ponownie poniósł wyborczą porażkę. Mandat uzyskał kolejny raz w 1994 w wyniku wyborów uzupełniających, w 1997 z powodzeniem ubiegał się o reelekcję. W grudniu 1994 objął stanowisko ministra obrony i gospodarki morskiej w gabinecie Johna Brutona, które zajmował do maja 1995. Następnie do czerwca 1997 pełnił niższą funkcję rządową – ministra stanu w departamencie finansów.
Utworzony w 1997 celem badania nadużyć finansowych wśród polityków Moriarty Tribunal zajął się sprawdzaniem, czy Hugh Coveney posiadał nieujawnione rachunki bankowe (jakiś czas później ujawniono, że do 1979 przechowywał 175 tys. USD w banku z siedzibą na Kajmanach). W marcu 1998 polityk zmienił swój testament. Następnego dnia (14 marca 1998) Hugh Coveney podczas samotnego spaceru spadł z klifu, po czym wpadł do wody i zmarł na skutek utonięcia.

## Życie prywatne
Hugh Coveney był żonaty, miał siedmioro dzieci. Simon Coveney, jeden z jego synów, w 1998 został po raz pierwszy wybrany do niższej izby parlamentu w wyborach uzupełniających przeprowadzonych po śmierci ojca.